# Арвин (Калифорнија)
Арвин (енгл. Arvin) град је у америчкој савезној држави Калифорнија. По попису становништва из 2010. у њему је живело 19.304 становника.

## Демографија
Према попису становништва из 2010. у граду је живело 19.304 становника, што је 6.348 (49,0%) становника више него 2000. године.
| Група             | 2000.          | 2010.          |
| Белци             | 1.276 (9,8%)   | 985 (5,1%)     |
| Афроамериканци    | 140 (1,1%)     | 192 (1,0%)     |
| Азијати           | 143 (1,1%)     | 155 (0,8%)     |
| Хиспаноамериканци | 11.341 (87,5%) | 17.892 (92,7%) |
| Укупно            | 12.956         | 19.304         |